# Имате ли знање за друго стање?
Имате ли знање за друго стање? (енгл. What to Expect When You're Expecting) је америчка романтична комедија из 2012. године, у режији Кирка Џоунса, по сценарију Шоне Крос и Хедер Хач. Темељи се на истоименом водичу кроз трудноћу књижевнице Хајди Миркоф. Прати животе пет парова док се њихови животи окрећу наглавачке због потешкоћа око родитељства. Главне улоге тумаче: Камерон Дијаз, Џенифер Лопез, Елизабет Бенкс, Чејс Крофорд, Бруклин Декер, Бен Фолкон, Ана Кендрик, Метју Морисон, Денис Квејд, Крис Рок и Родриго Санторо.
Приказан је 18. маја 2012. године у САД. Добио је помешане рецензије критичара и зарадио преко 84 милиона долара широм света, у односу на буџет од 40 милиона долара.

## Радња
Пресрећни због оснивања породице, ТВ фитнес гуру Џулс и звезда плесног шоуа Еван откриће да њихови хаотични животи звезда нису ни примаћи изненађујућим захтевима трудноће. Аутор и заговорник теме рађања беба, Венди, окусиће своје савете на сопственој кожи кад хормони почну да јој праве хаос у телу; док ће се Вендин муж, Гари, борити да га не надмаши такмичарски настројен алфа-тата, који очекује близанце са својом много млађом трофеј-женом, Скајлер.

## Улоге
| Глумац               | Улога         |
| -------------------- | ------------- |
| Камерон Дијаз        | Џулс Бакстер  |
| Џенифер Лопез        | Холи Кастиљо  |
| Елизабет Бенкс       | Венди Купер   |
| Чејс Крофорд         | Марко         |
| Бруклин Декер        | Скајлер Купер |
| Бен Фолкон           | Гари Купер    |
| Ана Кендрик          | Роузи Бренан  |
| Метју Морисон        | Еван Вебер    |
| Денис Квејд          | Ремзи Купер   |
| Крис Рок             | Вик Мак       |
| Родриго Санторо      | Алекс Кастиљо |
| Џо Манганијело       | Дејвис        |
| Роб Хјубел           | Гејб          |
| Томас Ленон          | Крејг         |
| Амир Талај           | Пател         |
| Ребел Вилсон         | Џенис         |
| Венди Маклендон Кови | Кара          |